# Soulaines-sur-Aubance
 Soulaines-sur-Aubance  es una población y comuna francesa, en la región de Países del Loira, departamento de Maine y Loira, en el distrito de Angers y cantón de Les Ponts-de-Cé.

## Demografía
| 390 | 402 | 506 | 694 | 1032 | 1189 |
| Para los censos de 1962 a 1999 la población legal corresponde a la población sin duplicidades (Fuente: INSEE [Consultar]) |     |     |     |      |      |